# Fallout 4
Fallout 4 es un videojuego de rol de acción de disparos en primera y tercera persona desarrollado por Bethesda Game Studios y distribuido por Bethesda Softworks. Es el cuarto juego principal de la serie Fallout y fue lanzado en todo el mundo el 10 de noviembre de 2015, para PlayStation 4, Windows y Xbox One. El juego está ambientado dentro de un entorno mundo abierto post-apocalíptico que abarca la ciudad de Boston y la región circundante Massachusetts conocida como "La Commonwealth".
La historia principal tiene lugar en el año 2287, 10 años después de los eventos de Fallout 3 y 210 años después de "La Gran Guerra", que causó una devastación nuclear catastrófica. El jugador asume el control de un personaje al que simplemente se le conoce como el "Único Superviviente", que emerge de una stasis criogénica en el Refugio 111, un refugio nuclear subterráneo refugio de lluvia radiactivas. Después de presenciar el asesinato de su cónyuge y el secuestro de su hijo, el Único Superviviente se aventura en la Commonwealth para buscar a su hijo desaparecido. El jugador explora el mundo en ruinas del juego, completa varias misiones, ayuda a varias facciones y adquiere puntos de experiencia para subir de nivel y aumentar las habilidades de su personaje. Las nuevas características de la serie incluyen la capacidad de desarrollar y administrar asentamientos y un extenso sistema de artesanía donde los materiales reminados del medio ambiente se pueden utilizar para fabricar explosivos, mejorar armas y armaduras, y construir, amueblar y mejorar los asentamientos. Fallout 4 es el primer juego de la serie que presenta a un protagonista con voz completa.
Fallout 4 recibió críticas positivas de los críticos, y muchos elogiaron la profundidad del mundo, la libertad del jugador, la cantidad general de contenido, la artesanía, la historia, los personajes y la banda sonora. La crítica se dirigió principalmente a los elementos simplificados del juego de rol en comparación con sus predecesores y los problemas técnicos. El juego envió 12 millones de unidades a los minoristas, lo que generó US$750 millones dentro de las primeras 24 horas de su lanzamiento. Recibió numerosos galardones de varias publicaciones de juegos y eventos de premios, incluidos los respectivos premios para Juego del Año y Mejor Juego en los D.I.C.E. Awards y Premios de videojuegos de la Academia Británica. Bethesda ha lanzado los complementos seis contenido descargable, incluidas las expansiones Far Harbor y Nuka-World.

## Jugabilidad
La jugabilidad de Fallout 4 es muy similar a la de sus predecesores ( Fallout 3 y Fallout New Vegas). Como es común en el título, puedes volver a elegir entre un modo en primera persona y tercera persona, y donde puedes ir con total libertad a cualquier punto del mapa. El juego cuenta con 111 000 líneas de diálogo, y un sistema de creación mucho más profundo implementado en todas las armas del juego. Los enemigos más comunes, como las ratas topos, saqueadores, supermutantes, tochomoscas, sanguinarios y los necrófagos están presentes en el título. 
También regresan los acompañantes, como Albóndiga, el perro fiel. Sin embargo, existen otros trece compañeros disponibles (incluyendo a los de los DLC) en todo el yermo. A diferencia de los juegos anteriores, ninguno de los compañeros podrá morir y solo se puede viajar con uno de ellos a la vez. Dependiendo de lo que hagamos, la amistad con los acompañantes aumentará o descenderá. Adicionalmente, el personaje podrá tener un romance, pero solo con acompañantes humanos. Cuanto mayor sea el carisma, más oportunidades tendrá de que ocurra el romance. Al lograrlo, los compañeros te otorgan una bonificación especial.
Los jugadores podrán personalizar sus armas y modificarlas de muchas formas. Además, la servoarmadura, vista en Fallout 3, también está disponible en el título, la cual puede usarse con celdas de energías como combustible. La servoarmadura también puede modificarse, así como añadirle elementos adicionales para mejorarla y con varios tipos como la T-60, T-45, X-01, etc. Una nueva característica de Fallout 4 es la habilidad de crear y construir asentamientos y edificios recuperados. También se pueden reciclar objetos chatarra y utilizarlos para construir nuevas estructuras. Dependiendo de la calidad del asentamiento, la cantidad de comida y agua, la energía eléctrica, las defensas y el número de habitantes, el porcentaje de felicidad aumentara progresivamente. Al recuperar un asentamiento, el personaje debe fabricar una baliza para atraer a más gente al lugar, siempre y cuando tenga los recursos necesarios para cuidar de ellos. Estos asentamientos pueden ser atacados en cualquier momento por diferentes enemigos (depende el nivel que tengas y el número de defensa del asentamiento), por lo que el jugador deberá acudir en su rescate para rechazar a los invasores. Por lo tanto el jugador puede construir defensas alrededor de los asentamientos, como torretas y trampas.
Por supuesto, también regresa el Pip-Boy, una herramienta muy útil en la franquicia de Fallout. El Pip-Boy permite al jugador acceder a información relevante, como estadísticas, mapas, datos, objetos y objetivos. En todo el yermo de Fallout 4 podrán encontrarse cintas de audio y reproducirlas en el Pip-Boy. Otra característica común del Pip-Boy es el Sistema V.A.T.S. (Vault-Tec Assisted Targeting System). Este sistema desempeña un papel importante a la hora de combatir. Al usarlo, la acción seguirá desarrollándose en tiempo real pero con mucha lentitud, a diferencia de sus predecesores, ya que al usar el sistema V.A.T.S. el tiempo se paralizaba por completo. Este sistema te permite ser más preciso a la hora de atacar a un enemigo, permitiendo apuntar a cualquier extremidad, ya sea brazos, cabeza, pecho o piernas. Dependiendo del porcentaje de acierto, el daño será mucho mayor. Además, al disparar contra el arma del enemigo podrás desarmarlo por completo. Otra novedad del sistema V.A.T.S. es que ahora los daños críticos pueden realizarse manualmente por el jugador y no de forma aleatoria.
Como es común en Fallout, el jugador podrá distribuir puntos a su personaje con el sistema S.P.E.C.I.A.L. al comenzar el juego y al subir de nivel. Este sistema contiene siete atributos: Fuerza, Percepción, Resistencia, Carisma, Inteligencia, Agilidad y Suerte. Al asignarle puntos a un atributo, se desbloquean varias habilidades sobre la base de ese atributo. Además, existen 275 niveles que pueden desbloquearse. En esta entrega, no hay nivel máximo y se podrá seguir jugando una vez completada la historia principal.

## Línea temporal dentro de la saga
El argumento principal de Fallout 4 toma lugar en el año 2287:
- 210 años después de iniciada la "Gran Guerra"
- 126 años después de Fallout
- 46 años después de Fallout 2
- 10 años después de Fallout 3
- 6 años después de Fallout: New Vegas
Así mismo durante el comienzo del juego se estará brevemente en el año 2077 en el día exacto de iniciada la gran guerra.

## Argumento

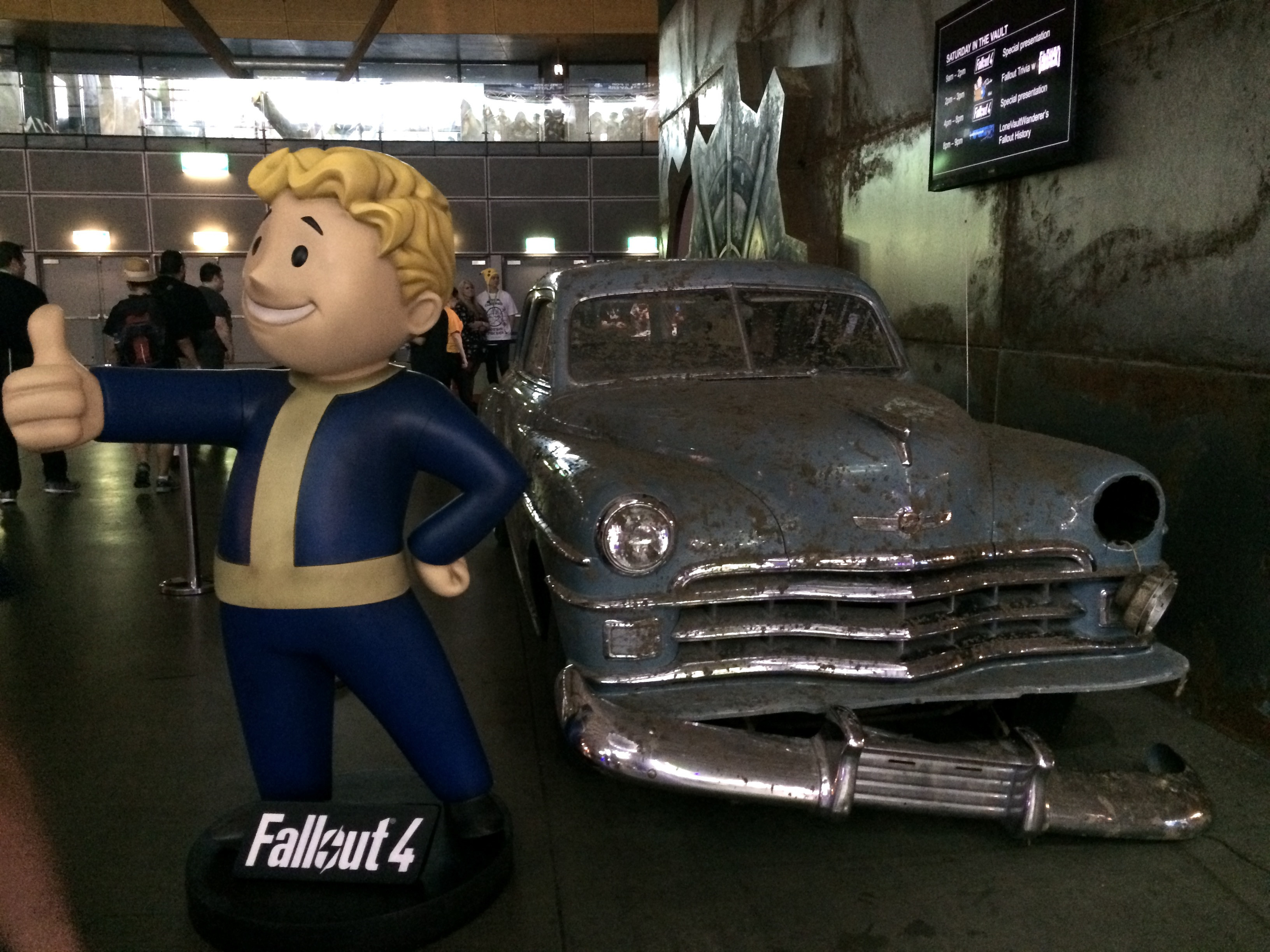
Vehículo similar a los que aparecen en el juego durante la presentación de Fallout 4 en el EB Games Expo 2015 de Sídney.

El jugador asume el control del que será conocido como el "Único Sobreviviente" en cuyo caso la elección a cargo del jugador consiste entre Nate o Nora una pareja que vive en Sanctuary Hills a las afueras de la Commonwealth de Massachusetts junto a su hijo Shaun y el robot serie "Señor Mañoso" propiedad de la familia llamado Codsworth. 
El comienzo de la historia transcurre el 23 de octubre de 2077, en plena guerra chino-estadounidense. En la mañana, llega a la casa un empleado de Vault-Tec. El empleado le comunica al protagonista que por el servicio militar prestado al Estado ha sido seleccionado para ingresar en el refugio de la zona, el refugio 111 en caso de estallar una guerra nuclear. Tras aceptar y dar sus datos, al cabo de un rato aparece un boletín informativo en la televisión en el que se informa de que han caído bombas nucleares en diferentes ciudades de EE. UU. Tras eso, suena la alarma nuclear y el protagonista huye al refugio con su familia. Allí dentro, el protagonista entra en una cápsula y es criogenizado, su esposa/o e hijo son criogenizados juntos en otra cápsula. Debido a una avería provocada, el personaje despierta, y observa impotente como unas personas desconocidas entran al refugio, matan a su esposa/o y se llevan a su hijo, para más tarde volver a congelarse y despertar después de ello. A partir de ese entonces, la principal tarea del protagonista es sobrevivir al exterior y encontrar a su hijo. Es el año 2287, 210 años después de la "Gran Guerra".

### Contenido descargable
Fallout 4 cuenta actualmente con seis contenidos descargables o DLC. 
- Fallout 4: Automatron. Es el primer contenido descargable, estrenado en marzo de 2016. Se centra en un personaje mecánico que ha liberado un ejército de robots asesinos en la Commonwealth.

- Fallout 4: Wasteland Workshop. Es el segundo contenido descargable, estrenado en abril de 2016. Se trata de un añadido que te permite crear jaulas para atrapar enemigos y luchar contra ellos. Además, añade nuevos diseños para tu propio asentamiento. Sin embargo, este complemento no añade una nueva historia.

- Fallout 4: Far Harbor. Es el tercer contenido descargable, estrenado en mayo de 2016. En esta expansión, ayudas a la Agencia del detective Nick Valentine a investigar la desaparición de una chica en la isla de Far Harbor, en la costa de Maine.

- Fallout 4: Contraptions Workshop. Es el cuarto contenido descargable, estrenado en junio de 2016. Se trata de un añadido que te permite crear máquinas que clasifican, construyen y combinan. Además, podrás usar cintas transportadoras, kits de andamio y de pista. Sin embargo, este complemento tampoco añade una nueva historia.

- Fallout 4: Vault-Tec Workshop. Es el quinto contenido descargable, estrenado en julio de 2016. Se trata de un añadido que te permite crear un enorme Refugio y atraer a nuevos moradores con kits industriales anteriores a la guerra que incluyen luces, diseños y muebles retro-nostálgicos.

- Fallout 4: Nuka-World. Es el sexto y último contenido descargable, estrenado en agosto de 2016. Consiste en un gran parque de atracciones convertido en una ciudad de saqueadores sin ley. Incluye un nuevo yermo y zonas como Aventura del safari, Dry Rock Gulch, el Reino de los niños y la Zona galáctica. También podrás dirigir bandas de saqueadores y conquistar asentamientos para moldear la Commonwealth a tu antojo. Nuka-World incluye nuevas misiones, saqueadores, armas, criaturas y mucho más.

## Personajes principales
Arthur Maxson: Arthur Maxson es el líder más joven y carismático de la Hermandad del Acero. Cuando llega al Commonwealth con el Prydwen, se encuentra con el personaje del jugador y lanza una gran guerra contra el Instituto. Durante el ataque al Instituto, Maxson usa su armadura de poder T-60 personal y su Gatling láser llamada "Juicio Final". Si se elige el lado de la Hermandad, promueve al personaje a rango de centinela. Sin embargo, si el jugador elige el lado del Instituto o del Ferrocarril, la relación con Maxson puede volverse conflictiva.
Desdémona: Es la líder de una organización secreta llamada el Ferrocarril, que lucha por la libertad de los synths y se encarga de la seguridad de las operaciones. Como líder, puede ganarse el respeto al trabajar con el Único Superviviente y es una aliada importante en las acciones contra el Instituto. Desdémona ha mejorado la seguridad y la organización operativa, haciendo que el Ferrocarril sea más efectivo.
Preston Garvey: Es un miembro leal de los Minutemen. Después de la caída de los Minutemen, sigue liderando uno de los últimos grupos supervivientes. Tras encontrarse con el Único Superviviente, ayuda a reconstruir Sanctuary Hills y trabaja para levantar nuevamente a los Minutemen.
Codsworth: Es el robot mayordomo modelo Mister Handy del Único Superviviente. Ha sobrevivido 210 años después de la caída de las bombas y ha servido fielmente al Único Superviviente. Codsworth brinda varias ayudas y, al alcanzar el nivel máximo de amistad, otorga la ventaja de Simpatía por los Robots.
Paladín Danse: Danse es un paladín de la Hermandad del Acero que puede formar una relación cercana con el Único Superviviente. Siente un fuerte odio hacia las entidades no humanas, especialmente los synths. Sin embargo, más adelante en la historia, se revela que Danse es en realidad un synth, lo que lo pone en una situación difícil. El Único Superviviente se enfrenta a una gran decisión sobre su destino.
Nate: Nate es un soldado que luchó en las Guerras de Recursos y recibió una medalla por ello. Fue congelado junto a su familia en el Refugio 111 y fue testigo del secuestro de Shaun. Si el jugador elige a Nate, será testigo de la muerte de Nora.
Piper Wright: Es una periodista que vive en Diamond City, decidida a descubrir la verdad y con estrechos lazos con el Ferrocarril. Piper siente empatía por los synths y tiene una antipatía abierta hacia la Hermandad del Acero.
Shaun: Es un bebé secuestrado por el Instituto para fines experimentales. Shaun fue utilizado en el proyecto de synths de tercera generación y eventualmente se convierte en el líder del Instituto.
Cait: Es una luchadora con un pasado difícil que puede convertirse en compañera del Único Superviviente. Cait es adicta a una droga llamada Psycho para lidiar con las dificultades de la vida, pero con la ayuda del Único Superviviente, puede superar su adicción.
Kellogg: Kellogg es un mercenario que trabaja para el Instituto y es responsable de la tragedia familiar del Único Superviviente. Con un pasado complicado, es conocido por su naturaleza despiadada y es uno de los principales enemigos del Único Superviviente.
Deacon: Deacon es un miembro misterioso del Ferrocarril, que frecuentemente miente sobre su pasado, pero es leal a la organización. Tras haber sido parte de una pandilla anti-synth, se unió al Ferrocarril.
Dogmeat: Dogmeat es el fiel perro compañero del Único Superviviente y un aliado importante. Ayuda al Único Superviviente con su habilidad para rastrear y es muy apreciado por su lealtad.

## Recepción
Fallout 4 recibió críticas generalmente positivas de acuerdo con el agregador de reseñas Metacritic y otros medios de entretenimiento, tales como Game Informer, GameSpot o IGN. En Metacritic, logró notas de 84/100 en su versión para Windows, 87/100 en la plataforma PlayStation 4 y 88/100 en Xbox One.
El sitio web 3DJuegos le dio una puntuación de 9,5/10. Es su análisis mencionaron lo siguiente: «Fallout 4 se dedica a mejorar y agrandar lo que vimos en su ya de por sí estupendo predecesor. El regreso al mundo post-apocalíptico que ofrece es una verdadera gozada, y la incorporación de los asentamientos y de los talleres hace de la profundidad tradicional de la serie algo todavía más inabarcable. Un título inmersivo, descomunal y divertidísimo al que se le pueden sacar muy pocas pegas y que nos mantendrá pegados a la pantalla durante cientos de horas.»

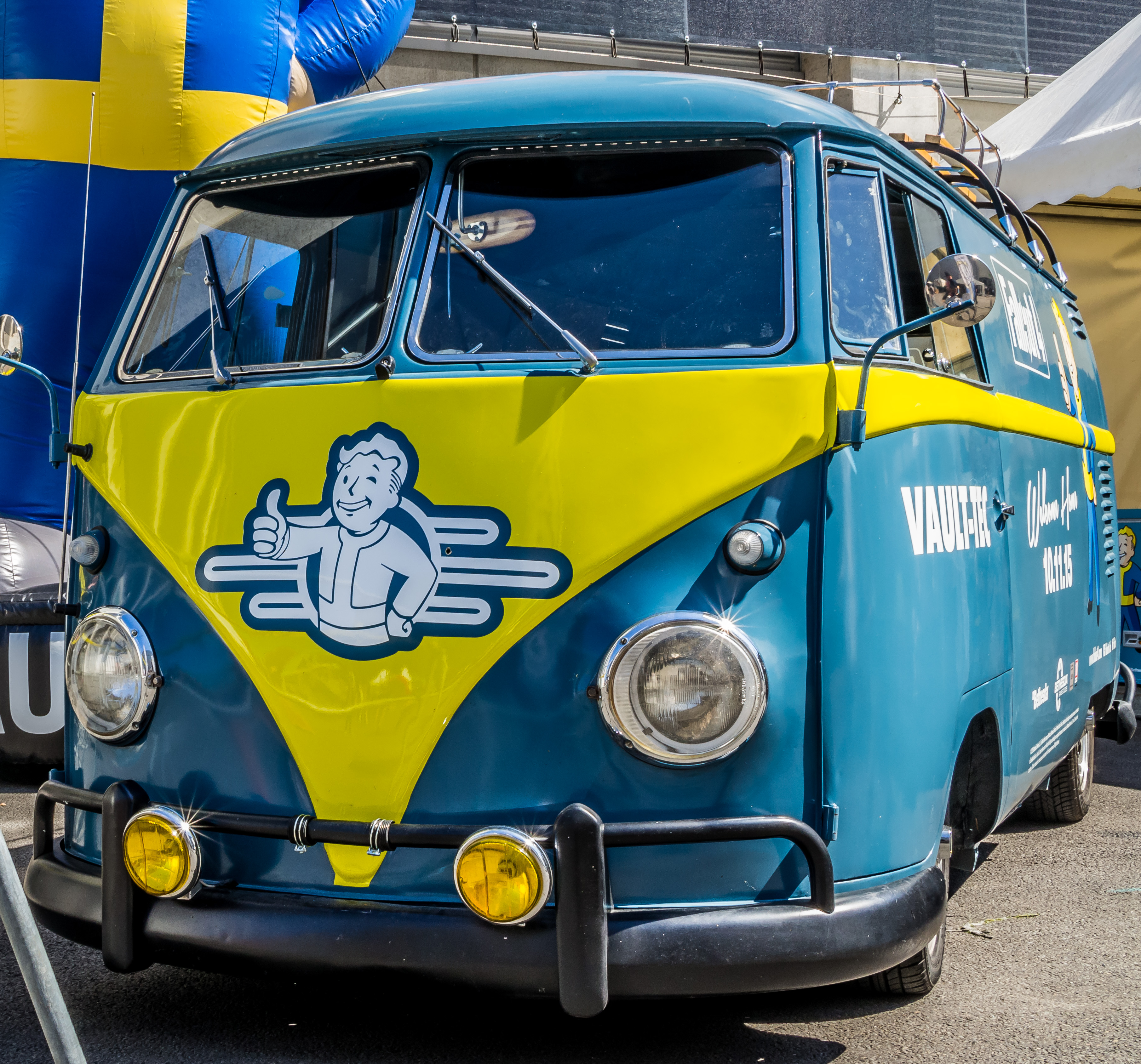
Una Volkswagen Type 2 personalizada de Fallout 4 con el personaje de Vault Boy en el Gamescom 2015.

Meristation le dio una puntuación de 9,3/10 destacando aspectos positivos sobre el mundo abierto, la exploración, el contenido y las nuevas características. «El nuevo lanzamiento de Bethesda es un título inmenso, creado con oficio y destinado a complacer al jugador y a llevarlo por el sendero de poder hasta donde quiera llegar. Ofrece decenas y decenas de horas con un mundo maravillosamente recreado, con una gran densidad de contenido y siempre algo satisfactorio que ofrecer.»
IGN España le dio una calificación de 9,4/10. En su reseña comentó que Fallout 4 es «una aventura de lo más recomendable, capaz de transportarnos a un mundo post-apocalíptico como ningún juego antes [lo] ha conseguido.»

### Premios
Fallout 4 recibió diferentes premios y nominaciones de medios sobre videojuegos, tales como GameSpot, GamesRadar, EGM, Game Revolution o IGN. El título recibió el premio a "Mejor juego del año" de la Academy of Interactive Arts & Sciences (también llamado D.I.C.E. Awards), así como otras nominaciones por parte de The Game Awards, The Daily Telegraph o PC Gamer. También se posicionó en diferentes listas de los mejores videojuegos de 2015; GameSpot lo colocó en la sexta posición, GamesRadar en la cuarta posición.   considerándose uno de los mejores videojuegos de 2015.
|      | Premio                        | Categoría                         | Resultado | Referencia    |
| ---- | ----------------------------- | --------------------------------- | --------- | ------------- |
| 2015 | The Game Awards 2015          | Juego del Año                     | Nominado  | [ 36 ]        |
| 2015 | The Game Awards 2015          | Mejor Banda Sonora                | Nominado  | [ 36 ]        |
| 2015 | The Game Awards 2015          | Mejor Juego de Rol                | Nominado  | [ 36 ]        |
| 2015 | Golden Joystick Awards        | Juego más esperado                | Ganador   | [ 37 ]        |
| 2015 | Game Critics Awards           | Lo mejor del Show                 | Ganador   | [ 38 ]        |
| 2015 | Game Critics Awards           | Mejor juego de PC                 | Ganador   | [ 38 ]        |
| 2015 | Game Critics Awards           | Mejor juego de rol                | Ganador   | [ 38 ]        |
| 2016 | D.I.C.E. Awards               | Juego del año                     | Ganador   | [ 39 ]        |
| 2016 | D.I.C.E. Awards               | Logro extraordinario en dirección | Ganador   | [ 39 ]        |
| 2016 | D.I.C.E. Awards               | Logro extraordinario en historia  | Nominado  | [ 39 ]        |
| 2016 | D.I.C.E. Awards               | Juego MMORPG del año              | Ganador   | [ 39 ]        |
| 2016 | D.I.C.E. Awards               | Logro extraordinario en diseño    | Nominado  | [ 39 ]        |
| 2016 | Game Developers Choice Awards | Juego del año                     | Nominado  | [ 40 ]        |
| 2016 | Game Developers Choice Awards | Mejor diseño                      | Nominado  | [ 40 ]        |
| 2016 | Game Developers Choice Awards | Mejor tecnología                  | Nominado  | [ 40 ]        |
| 2016 | Premios BAFTA de Videojuegos  | Mejor juego                       | Ganador   | [ 41 ]        |
| 2016 | Premios BAFTA de Videojuegos  | Mejor música                      | Nominado  | [ 41 ]        |
| 2016 | SXSW Gaming Awards            | Juego del año                     | Nominado  | [ 42 ]        |
| 2016 | SXSW Gaming Awards            | Excelencia en logro técnico       | Nominado  | [ 42 ]        |
| 2016 | SXSW Gaming Awards            | Excelencia en diseño              | Nominado  | [ 42 ]        |
| 2017 | Games Critics Awards          | Mejor juego de VR                 | Nominado  | [ 43 ]        |
| 2017 | Gamescom                      | Mejor juego de VR                 | Ganador   | [ 44 ]        |
| 2018 | NAVGTR Awards                 | Diseño de controles, VR           | Nominado  | [ 45 ] [ 46 ] |
| 2018 | NAVGTR Awards                 | Dirección en VR                   | Nominado  | [ 45 ] [ 46 ] |
| 2018 | NAVGTR Awards                 | Mezcla de sonido en VR            | Nominado  | [ 45 ] [ 46 ] |

## Realidad Virtual
Durante la E3 2016 la versión de realidad virtual de Fallout fue anunciada para ser lanzada en 2017 siendo esta exclusiva para PC. El lanzamiento se llevó a cabo el 4 de diciembre de 2017 mediante la plataforma HTC Vive y con los meses se lanzó en la plataforma Steam.